# Mikołaj z Mościsk
Mikołaj z Mościsk OP (łac. Nicolaus Moscicensis; ur. 5 sierpnia 1559 w Mościskach, zm. 6 czerwca 1632 w Krakowie) – polski teolog-moralista i pisarz ascetyczny.

## Życiorys
Śluby zakonne złożył w 1575 roku, a w latach 1582–1584 studiował w Bolonii i Padwie. W latach 1584–1589 wykładał logikę i dialektykę w krakowskim studium dominikanów. Od 1589 roku był kaznodzieją przy klasztorze Bożego Ciała we Lwowie. W 1591 został bakałarzem, w 1592 magistrem, a później uzyskał doktorat teologii. Od 1593 do 1603 roku był regensem studium krakowskiego. Od 1611 roku wykładał teologię moralną w studium krakowskim i konwencie dominikańskim. Prowadził z arianami dysputy publiczne na rynku krakowskim. Odmówił przyjęcia sufraganii krakowskiej. Zmarł w roku 1632, data śmierci niepewna: 6 czerwca lub 31 lipca.

## Dzieło
Intelektualny dorobek Mikołaja z Mościsk można podzielić na pisma teologiczno-moralne i ascetyczno-mistyczne. Te ostatnie, przeznaczone głównie dla zakonnic i osób świeckich, mają charakter praktyczny i cieszyły się sporą popularnością. 
W swych dziełach Mikołaj z Mościsk skupia się na modlitwie medytacyjnej i modlitwie afektywnej (uczuciowej). Nie neguje udziału rozumu w modlitwie, władze rozumowe traktuje jako stopień przejściowy do kontemplacji. Chętnie nawiązuje do źródeł: Pisma Świętego i Tradycji. Często przytacza myśli Grzegorza Wielkiego i Bernarda z Clairvaux, powołuje się na poglądy św. Tomasza, św. Bonawentury, a także na Piotra Skargę. Niewątpliwą zasługą Mikołaja z Mościsk jest wypracowanie polskiej terminologii ascetyczno-mistycznej i dokonanie pierwszej w dziejach polskiej myśli mistycznej analizy modlitwy, medytacji i kontemplacji.

### Wybrane dzieła
- Elementa ad S. Confessiones[1], Kraków 1603, drukarnia A. Piotrkowczyk; wyd. następne: ...Editio secunda et correcta duodecim patribus comprehensa, Kraków 1603, Kolonia 1610, Kolonia 1618, Oberursel 1619
- Institutionum logicarum libri septem, Kraków 1606, drukarnia A. Piotrkowczyk; wyd. następne: Kolonia 1614; pt. Elementa logices, Kraków 1625; Kraków 1650
- Examen appropandorum ad S. Confessiones excipiendes, Kraków 1622, drukarnia F. Cezary; inne wyd.: 2 edycje bez miejsca i roku wydania
- Infirmaria chrześciańska, Kraków 1624, drukarnia F. Cezary; wyd. następne: Kraków 1626[2] (tu dod.: Walna wojna duchowna)
- S. Artis poenitentiariae tyrocinium, Kraków 1625, drukarnia A. Piotrkowczyk; wyd. następne: Kraków 1631
- Elementarzyk ćwiczenia duchownego[3], Kraków 1626, drukarnia F. Cezary; wyd. następne: Częstochowa 1722
- O ostrożnym życiu, Kraków 1627, drukarnia F. Cezary
- Akademia pobożności z przydatkiem, nie tylko zakonnym osobom do doskonałości potrzebna ale i świeckim do zbawienia bardzo przygodna[4], Kraków 1628, drukarnia W. Piątkowski (2 edycje); wyd. następne: Częstochowa 1722
- Supplementum theologiae moralis, Kraków 1682, egz. Ossolineum
- o innych dziełach rękopiśmiennych (prawdopodobnie zaginionych) wiad. podał J. Quétif Scriptores Ordinis Praedicatorum, t. 2, Paryż 1721, s. 546

### Wydania zbiorowe
- Theologia moralis[5], Kraków 1683, drukarnia Akademicka; wyd. następne: Kraków 1701; (zawiera: Elementa ad S. Confessiones, Examen appropandorum ad S. Confessiones excipiendes, S. Artis poenitentiariae tyrocinium i Supplementum theologiae moralis)